# Роблена могила
«РОблена могила» — ботанічна пам'ятка природи місцевого значення. Пам'ятка природи розташована на території Бориспільського району Київської області. 

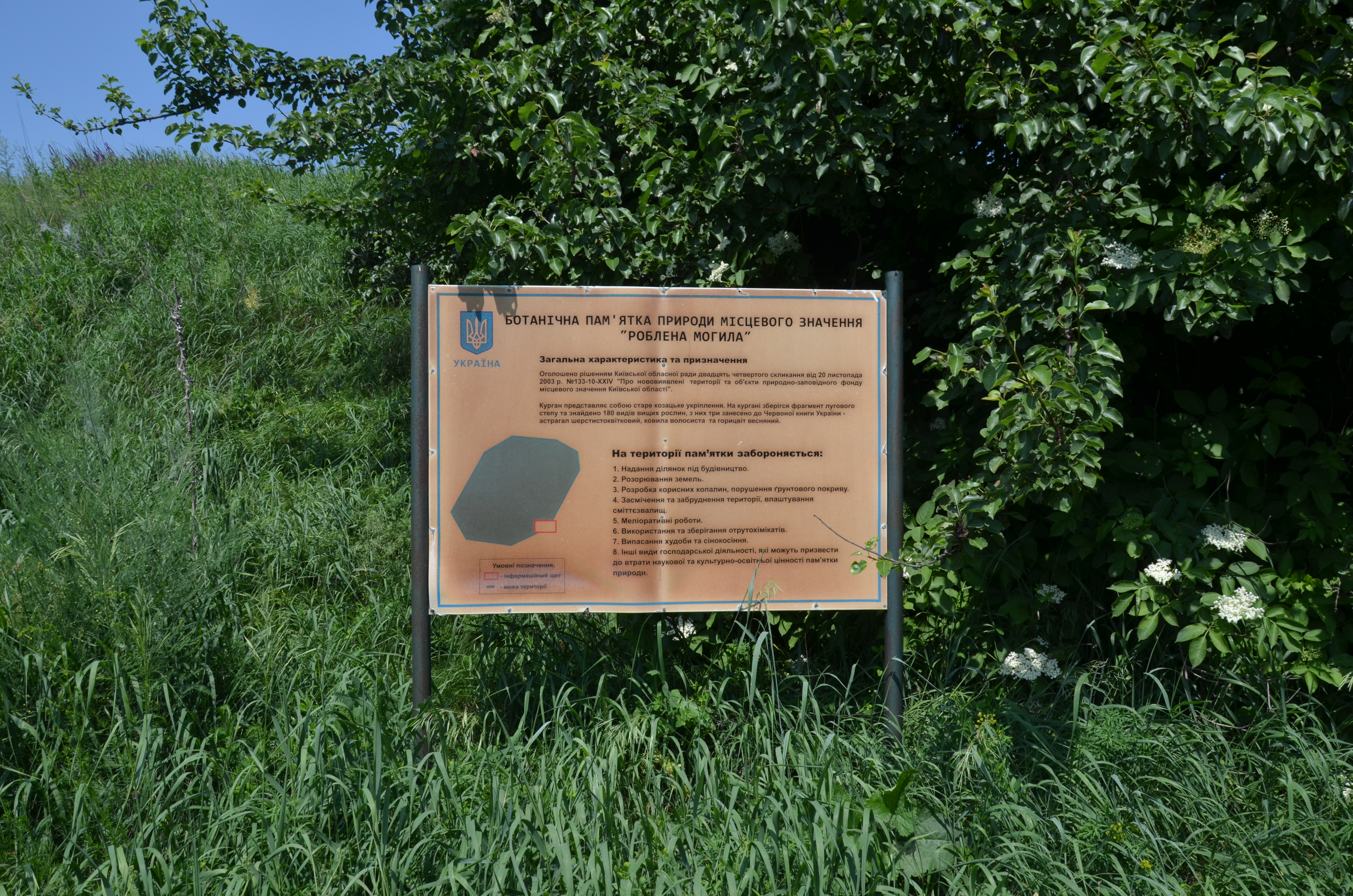
Роблена могила, інформаційний стенд

Пам’ятка розташовується неподалік с. Переяславське Бориспільського району. Оголошена рішенням Київської обласної ради XXIV скликання від 20 листопада 2003 р. №133-10-XXIV.

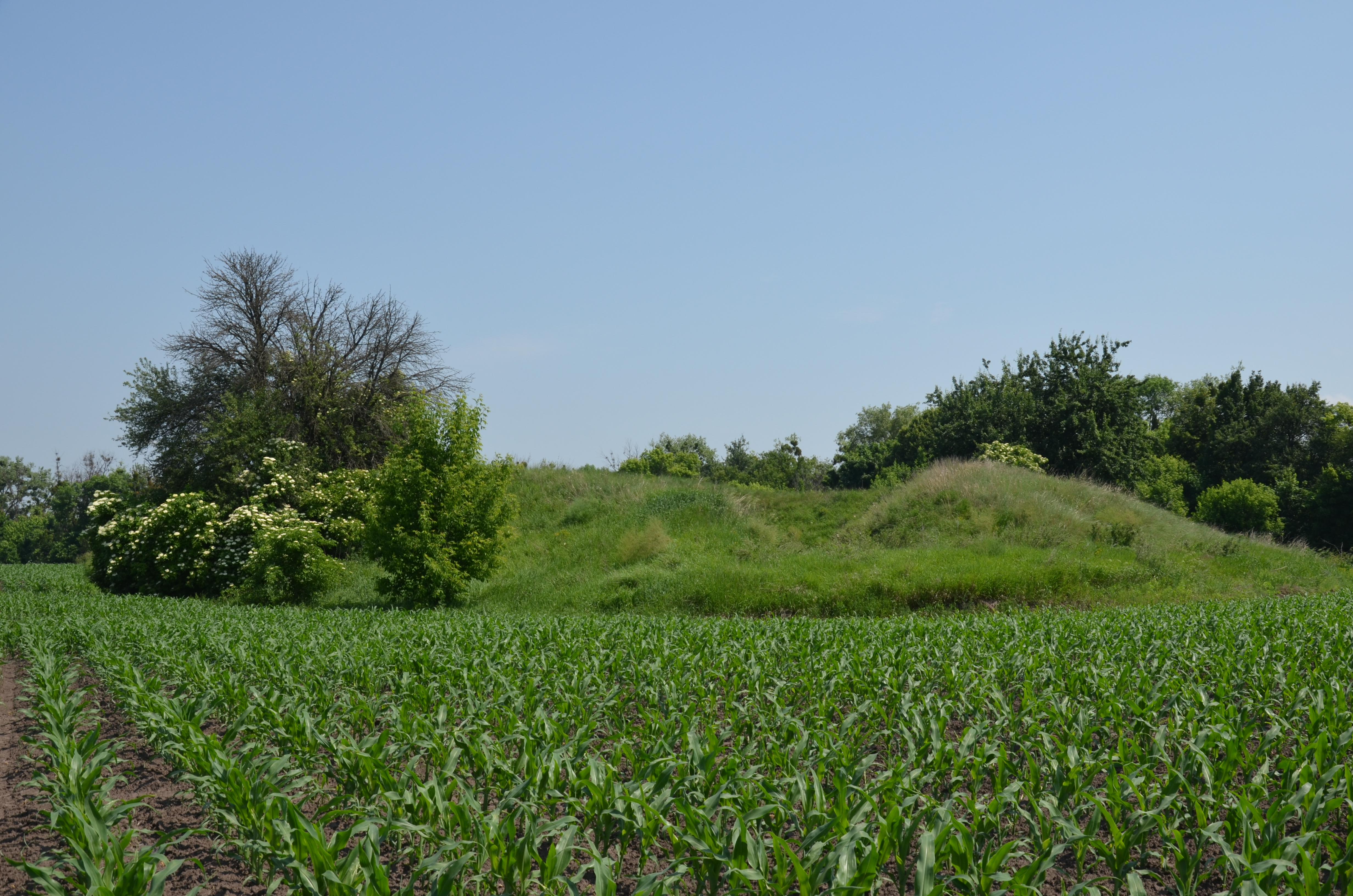
Роблена могила

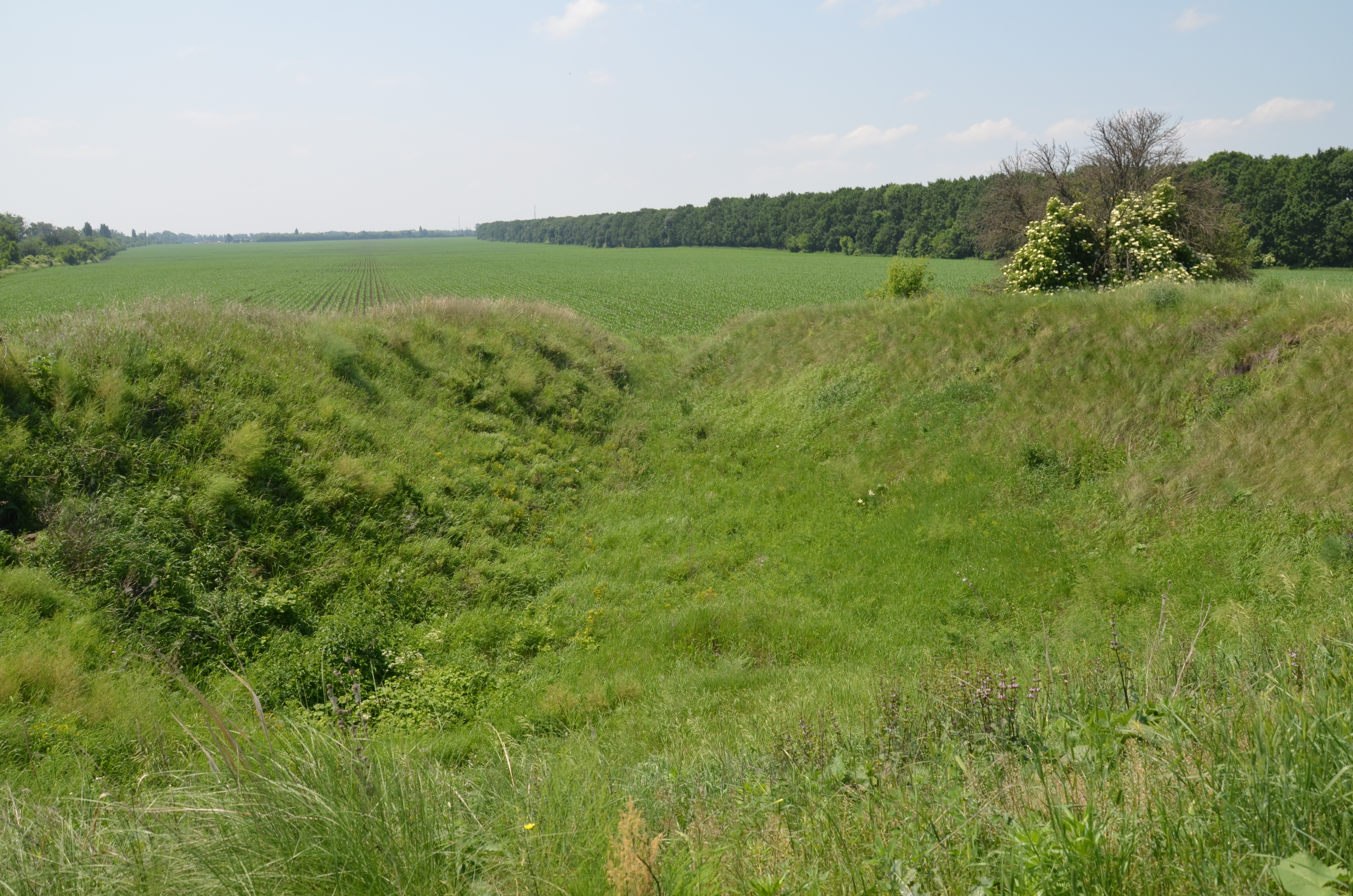
Роблена могила, вид зверху

Курган є старим козацьким укріпленням. На кургані зберігся фрагмент лугового степу та знайдено 180 видів вищих рослин, з них
три занесено до Червоної книги України – астрагал шерстистоквітковий, ковила волосиста та горицвіт весняний.